# Sebastião Bandeira Coêlho
Sebastião Bandeira Coêlho, auch Dom Sebastião, (* 31. Januar 1959 in Riachão, Maranhão) ist brasilianischer Geistlicher und römisch-katholischer Bischof von Coroatá.

## Leben
Sebastião Bandeira Coêlho trat 1974 in das Priesterseminar ein und studierte Philosophie und Katholische Theologie am Institut für Religionswissenschaft in Fortaleza im Nordosten Brasiliens. Er empfing 1984 die Priesterweihe. Von 1997 bis 1998 absolvierte er ein Master-Studium in dogmatischer Theologie an der Päpstlichen Universität Gregoriana in Rom.
Er war zunächst Leiter des Ausbildungszentrums St. Joseph in São Raimundo das Mangabeiras und später in verschiedenen Funktion in der Diözesankurie. Er war Generalvikar des Bistums Balsas und von 1999 bis 2004 Rektor des Priesterseminars Erzbischof Oscar Romero (Seminário Maior Dom Oscar Romero). Von 2001 bis 2003 war er Präsident der Region Nord der brasilianischen Bischofskonferenz (Conferência Nacional dos Bispos do Brasil, CNBB). Seit 1999 ist er Professor und Koordinator des Studiengangs Theologie am Instituto de Estudos Superiores do Maranhão (IESMA).
2004 wurde er von Papst Johannes Paul II. zum Titularbischof von Thubursicum ernannt und zum Weihbischof im Erzbistum Manaus bestellt. Die Bischofsweihe spendete ihm am 12. März 2005 der Bischof von Balsas, Gianfranco Masserdotti MCCI; Mitkonsekratoren waren Luiz Soares Vieira, Bischof von Macapá, und Paulo Eduardo Andrade Ponte, Erzbischof von São Luís do Maranhão. Sein Wahlspruch ist Gemeinschaft und Hoffnung (Comunhão e Esperança).
Am 6. Januar 2010 erfolgte durch Papst Benedikt XVI. die Ernennung zum Koadjutorbischof von Coroatá. Der erkrankte Amtsinhaber Reinhard Pünder führte ihn am 10. April 2010 in sein Amt ein. Mit dem Tod Reinhard Pünders am 16. Januar 2011 folgte er diesem als Bischof von Coroatá nach.